# Роскосмос
Держа́вна корпора́ція з космі́чної дія́льності «Роско́смос» — російська державна корпорація, яка створена 28 грудня 2015 року після ліквідації Федерального космічного агентства Росії.
Здійснює функції з надання державних послуг, з управління державним майном, використанню космічного простору в мирних цілях, міжнародної співпраці в реалізації спільних проєктів та програм в галузі космічної діяльності, а також у сфері виконання організаціями ракетно-космічної галузі робіт по ракетно-космічній техніці військового призначення та бойової ракетної техніки стратегічного призначення.
Основною метою держкорпорації «Роскосмос» названо розвиток супутникової системи ГЛОНАСС і розширення міжнародного співробітництва Росії в галузі супутникових навігаційних систем, а також координація робіт на космодромах Байконур і Восточний.

## Історія
- Указом Президента РФ № 185 від 25 лютого 1992 року було утворено Російське космічне агентство (РКА).
- Указом Президента РФ № 651 від 25 травня 1999 року Російське космічне агентство було перетворено на Російське авіаційно-космічне агентство (Росавіакосмос).
- Указом Президента РФ № 314 від 9 березня 2004 року Російське авіаційно-космічне агентство було перетворено на Федеральне космічне агентство (Роскосмос).
- Федеральний закон «Про Державну корпорацію по космічній діяльності „Роскосмос“» було прийнято Державною Думою Росії 1 липня 2015 року та схвалено Радою Федерації 8 липня 2015 року. Створено Указом Президента РФ № 215 від 13.07.2015 на базі Об'єднаної ракетно-космічної корпорації та Федерального космічного агентства (ФКА). ФКА було ліквідовано Указом Президента РФ 28 грудня 2015 року, чим було завершено процес створення ДК «Роскосмос»[7].

У липні 2022 року Європейське космічне агентство припинило співпрацю з Роскосмосом у проєктах з вивчення Марса.

## Плани до 2020 року
На початку 2013 року було опубліковано офіційну програму Роскосмосу на 2013—2020 роки. Вартість програми склала 2,1 трлн рублів (бл. $70 млрд за курсом початку 2013 року). Згідно з програмою, основною її ціллю є збереження присутності в космосі в державних інтересах. Планується збільшити частку Росії у виробництві ракетно-космічної техніки з сучасних 10,7 % до 16 % у 2020 році. Планується створити ракетний комплекс «Ангара-А5», апарати «Гамма-400», «Спектр-УФ» і «Спектр-М», транспортну систему ППТС. Як зазначили деякі західні агентства, ППТС розглядається як заміна застарілих «Союзів», перші випробування почнуться в 2017 році. В планах запуск на Місяць зондів «Луна-Глоб» та «Луна-Ресурс».
Космодроми «Плесецьк» та «Байконур» будуть модернізовані, планується завершити будівництво нового космодрому «Восточний». Російський аналог GPS — ГЛОНАСС, як передбачається, досягне точності 1,4 м в 2015 році і 0,6 м у 2020 році.

## Програми Роскосмосу
Основними космічними програмами Роскосмосу є такі:
- Запуски космічних апаратів.
- Дистанційне зондування Землі. Включає 5 активно функціонуючих космічних апаратів: «Ресурс-ДК1», «Метеор-М» № 1, «Електро-Л №1», «Канопус-В» № 1, «Ресурс-П» № 1, «Метеор-М» № 2.
- Розгінні блоки: «Фрегат-СБ», «Фрегат», «Бриз-КМ», «Бриз-М», «ДМ-SLБ», БВ «Волга».
- Ракети-носії: «Циклон-2К», «Циклон-3», «Зеніт-2», «Союз-У», «Супутник», «Луна», «Молнія», «Восток», «Восход», «Космос-3М», «Протон-К», «Протон-М», «Молнія-М», «Союз-ФГ», «Союз-2», «Рокот», «Р-36М», «Зеніт-3SL», «Енергія», «Ангара», «Союз-СТ», «Зеніт-2SLБ», «Зеніт-2S», «Союз-У2», «Циклон-2», Союз-2.1В.
- Міжнародна космічна станція:
  - Росії належить ряд модулів на МКС: «Заря», «Звєзда», «Пірс», «Поіск», «Рассвєт»;
  - Росія забезпечує доставку астронавтів на пілотованих космічних кораблях серії «Союз» («Союз TMA», «Союз ТМА-М», «Союз МС»), а також вантажів транспортними вантажними кораблями «Прогрес».

### Космодроми
- «Байконур» (Казахстан)
- «Плесецьк»
- «Свободний»
- «Капустин Яр»
- «Морський старт» (міжнародний консорціум) — плавучий космодром, розташований у Тихому океані поблизу острова Пасхи
- Російсько-Європейський проєкт «Союз» у Гвіані — «Куру» (французький космодром, розташований у Французькій Гвіані)
- «Восточний» — російський космодром, будівництво розпочато у 2010 році на Далекому Сході в Амурської області. Перший запуск очікується у 2016 році.

### Спільні проєкти
- «Марс-500» — здійснюється спільно з Європейським космічним агентством та Інститутом медико-біологічних проблем РАН. Проєкт спрямовано на збір наукових даних і підготовку космонавтів для пілотованого польоту на Марс.

### Заплановані програми
- Перспективна пілотована транспортна система (ППТС) — пілотований російський транспортний космічний корабель, його розробку веде РКК «Енергія»
- «Луна-Глоб» — один з проєктів російської космічної програми, реалізованої[джерело?] НВО ім. Лавочкіна, з дослідження і практичному використанню Місяця і навколомісячного простору автоматичними безпілотними апаратами.
- «Венера-Д» — російський зонд для вивчення Венери, який буде запущений близько 2016[джерело?] року. Мета зонда — вивчення планети Венери, за аналогією американського зонда «Магеллан».